# Вайнах (журнал)

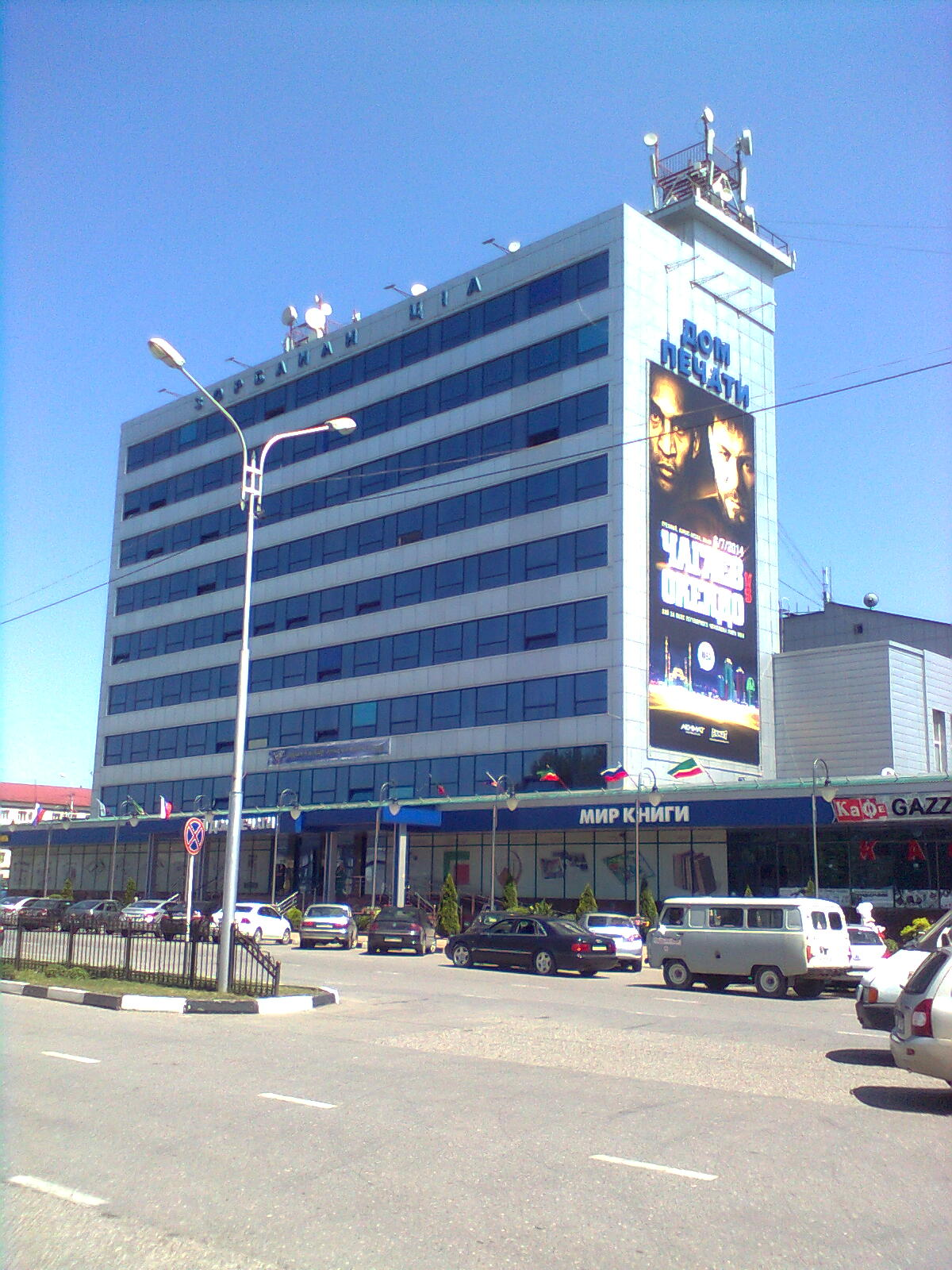
Здание Дома Печати, в котором размещается редакция.

«Вайна́х» — ежемесячный литературно-художественный журнал, издаваемый в Грозном. Издается с 1991 года. Первоначально назывался «Литературная Чечено-Ингушетия». Первым редактором был поэт Алвади Шайхиев. Впоследствии редакторами становились Бердукаев, Хамзат Саракаев, Рамзан Байсултанов. В 2002 году издание получило своё нынешнее название. С 2004 года по настоящее время главным редактором является поэт и писатель, народный писатель Чеченской Республики Муса Ахмадов. Первый заместитель главного редактора Лидия Довлеткиреева.
Вайнахи — название этнической общности, включающей в себя чеченцев, ингушей, аккинцев, бацбийцев, кистинцев. Эта общность и дала название журналу.
Журнал выходит на русском (80 стр.) и чеченском языках (16 стр.). Тираж 2 500 экземпляров, формат A4.
Журнал знакомит читателей с процессами, происходящими в современной чеченской литературе, способствует сохранению традиций, истории, культуры, языка. Печатаются произведения чеченских авторов, как переведенными на русский язык, так и созданными на чеченском или русском языках. В журнале печатаются произведения известных в республике авторов: Шайхи Арсанукаева, Хамзата Саракаева, Мусы Бексултанова, Розы Талхиговой и других. А также классиков чеченской литературы: Саида Бадуева, Магомета Мамакаева, Абузара Айдамирова. Публикуются также критические статьи и рецензии известных в республике литературоведов и критиков.
Печатаются работы о чеченском языке, истории, традиционной этике и культуре народа, фрагменты диссертационных исследований в области гуманитарных наук. Журнал также информирует о значимых событиях культуры, знакомит с новыми книгами. На обложке размещаются репродукции работ чеченских художников. Рубрика «К нашим иллюстрациям» содержит сведения об авторах этих произведений живописи и их творческой биографии.
Рубрика «Голоса друзей» знакомит с творчеством писателей и поэтов из других регионов России, из стран ближнего и дальнего зарубежья. Проводятся творческие встречи писателей, деятелей культуры с читателями, «круглые столы» по проблемам литературы. Члены редколлегии выезжают на форумы, конференции, встречи.
В 2003 году редакцией журнала «Вайнах» учреждена первая после событий в Чечне литературная премия. Этой премии впоследствии были удостоены Абузар Айдамиров, Шайхи Арсанукаев, Хамзат Саракаев, Муса Бексултанов, Саид Гацаев. Цель премии — поддержка одаренных авторов, пишущих на родном языке, а также исследователей чеченской речи и фольклора.
В 2007 году на выставке «Пресса-2007» в Москве журнал «Вайнах» получил Гран-при конкурса «Приоритетные национальные проекты в зеркале Прессы» за всестороннее профессиональное освещение реализации приоритетных национальных проектов.